# الابوجانهالی
الابوجانهالی (به انگلیسی: Alabujanahalli) یک منطقهٔ مسکونی در هند است که در کارناتاکا واقع شده‌است.